# Ezzon
Ezzon (ur. ok. 955, zm. 21 maja 1034) – hrabia palatyn Lotaryngii z dynastii Ezzonidów.
Syn palatyna Lotaryngii Hermanna Pusillusa i jego żony Heylwig. Urodził się ok. 955 r. Po 991 roku, prawdopodobnie około 993 poślubił Matyldę Saksońską, siostrę cesarza Ottona III. Miał z nią co najmniej dziesięcioro dzieci:
- Ludolf Lotaryński (ok. 1000–1031), hrabia Zütphen,
- Otto II Szwabski (zm. 1047), hrabia palatyn Lotaryngii i później książę Szwabii,
- Herman (995–1056), arcybiskup Kolonii, cesarski kanclerz Włoch, protektor Brauweiler,
- Teofano (zm. 1056), przełożona opactwa w Essen i Gerresheim,
- Rycheza Lotaryńska (zm. 1063), królowa Polski,
- Adelajda (zm. ok. 1030), przełożona opactwa w Nijvel (Nivelles),
- Jadwiga (Heylwig[3]), przełożona opactwa w Neuss,
- Matylda, przełożona opactwa w Dietkirchen i Villich,
- Zofia, przełożona opactwa w Moguncji,
- Ida (zm. 1060), przełożona opactwa w Kolonii i Gandersheim.

Według roczników z Hildesheim został otruty przez swoją konkubinę.

## Literatura
- Michał Tomaszek, Klasztor i jego dobroczyńcy. Średniowieczna narracja o opactwie Brauweiler i rodzie królowej Rychezy, Kraków 2007, ISBN 978-83-60448-34-2.